# キュルシャト城
コズ城（英語：Koz Castle、トルコ語：Koz Kalesi）、別名キュルシャト城（Kürşat Castle、アラビア語：قلعةالذو）は、トルコのハタイ県のアルトゥノジュにある城で、クセイル川（Kuseyr Creek）の源が位置する小高い丘の上に建っている。アンティオキア公国が切石積みで築いたもので、かつては北に門を設けていたが、現在はなくなっている。また東側は平らになっており、建設当時の納屋がいくつか残っている。城の陵堡は現在も一部残っている。

## 歴史
かつてキュルシャト城として知られていたこの城についての最古の記述は、1133年にエルサレム王だったフルクによって占領されたというものである。1155年には、アンティオキア・ラテン総主教（Latin Patriarchate of Antioch）のエイメリー・ド・リモージュがこの城を所有し、自身と財宝のための聖域とし、「Castrum Patriarchae」（総主教城）と呼ばれるように至る。1180年、エイメリーは教皇アレクサンデル3世の命により、アンティオキア公ボヘモンド3世を私生活上の問題で破門した。この決定に怒ったボヘモンド3世は、エルサレム王ボードゥアン4世がとりなしに入るまでカーサットを包囲した。
1188年、エイメリーは、アイユーブ朝のスルタンだったサラディンの軍隊によるキュルシャト城攻撃を、自身の国庫から大金を払うことで防いだ。1225年、アンティオキア・ラテン総主教だったレーニエ（Rainier of Antioch）はイタリアに戻り、トリポリ伯フィリップ（Philip of Tripoli）は総主教の国庫が保管されていた城の管理をすることになった。
後に教皇インノケンティウス4世は、アンティオキア公国とキプロス王国からの教会税の収入を3年間、キュルシャト城の修理と拡張に使うよう命じ、1256年までに防衛力を強化した。これによって、1268年のバイバルス率いるマムルーク朝の包囲に一時は耐えることができた。
同年にアンティオキアが陥落した後、キュルシャト城はイスラム教徒の支配地域に入ることになった。総主教の名で城主（Castellan）を務めたのはウィリアム卿という名前の騎士であり、近隣のイスラム首長、特にソグルやバグラス（Bagras）の首長と友好的な関係を維持せんことに努めた。バイバルスは、ウィリアムの収入を近隣のイスラム教徒に分け与えることを条件として、城への攻撃を控えた。その後、ウィリアムは修道士となり、城の管理を父バスタードに任せた。1275年4月13日、バスタードはマムルーク朝の待ち伏せに遭い、ダマスカスで投獄された。その後、城は包囲され、1275年11月14日、最終的に降伏した。

## 備考
この地域にみられる十字軍関連の城と同様に、キュルシャト城は自然にできた丘の上に建てられている。城は急な斜面に囲まれ、南西側のみは丘に接していた。手前側は、同年代の十字軍拠点によく見られる深い人工の堀で守られており、特に強固な城壁が築かれていた。現在も残っている環状の壁と方形の塔は12世紀のもので、2つの大きな丸い塔は1256年に付け加えられたものである。